# SS Leonardo da Vinci
Leonardo da Vinci – włoski turbinowy statek pasażerski armatora "Società di Navigazione Italia" zbudowany w roku 1960 przez stocznię Ansaldo S.A. z Genui i wprowadzony na linię nowojorską (w miejsce utraconego SS Andrea Doria). Koncepcja konstrukcyjna "Leonardo da Vinci" była kontynuacją nowej architektury okrętowej tzw. "szkoły włoskiej". Statek wyruszył w podróż dziewiczą z Genui przez Neapol i Cannes do Nowego Jorku w lipcu 1960 roku. Wszystkie kabiny posiadały pełną klimatyzację z własną regulacją. Na pokładzie funkcjonowała radiowa rozgłośnia pokładowa nadająca trzy różne programy i po raz pierwszy pokładowe studio telewizyjne (nadające audycje z zewnątrz oraz ze statku). Na rufie statku znajdowały się ułożone tarasowo trzy baseny ze sztucznymi "plażami" zwane potocznie "lido". Statek dysponował również nowocześnie wyposażonym szpitalem i własną redakcją i drukarnią wydającą dziennik "Corriere del Mare / Kurier Morski". Ze względu na rosnącą konkurencję transatlantyckich połączeń lotniczych statek przeszedł na linię południowoamerykańską. W dniu 4 lipca 1980 roku na wycofanym z eksploatacji statku wybuchł pożar, który w ciągu czterech dni strawił go w całości, powodując w końcu przewrócenie się wypalonego kadłuba.